# 圣迪迪耶代布瓦
圣迪迪耶代布瓦（法語：Saint-Didier-des-Bois）是法国厄尔省的一个市镇，位于该省北部，属于贝尔奈区。该市镇总面积5.58平方公里，2009年时的人口为836人。

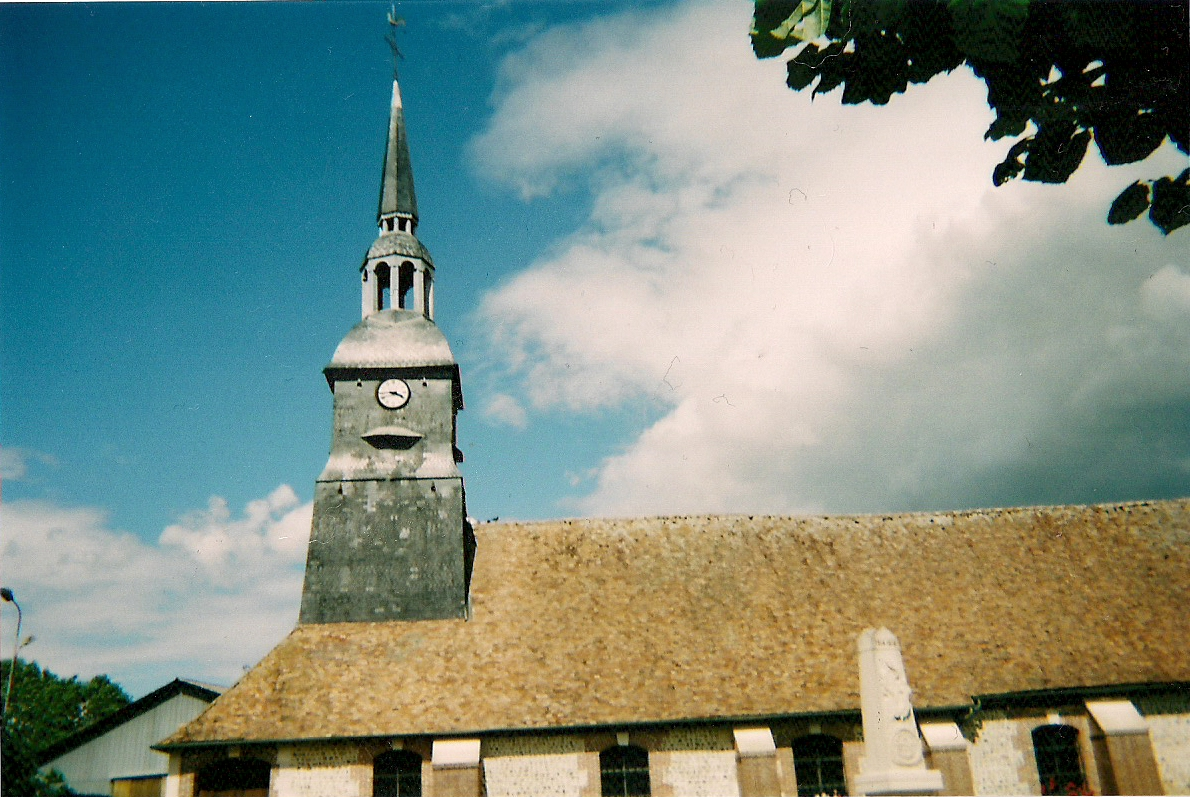
圣迪迪耶代布瓦教堂

## 交通
厄尔省省道D60线经过镇中心。

## 人口
圣迪迪耶代布瓦人口变化图示